# محمد بن سعيد بن نبهان

## نسبه
محمد بن سعيد بن إبراهيم بن نبهان أبو علي الكاتب من أهل الكرخ.، سبط هلال بن المحسن الصابئ؛ شيخ كبير فاضل، عالم مسنّ، من ذوي الهيئات؛ سمع الكثير؛ وينسب إلى التشيع، كذا ذكره ابن ماجه.
وقال سبط ابن الجوزي: وكان فاضلًا فصيحًا، شاعرًا، يتشيَّع، وتغيَّر في آخر عُمُره.

## مولده
قال ابن الجوزي: قال شيخنا أبو الفضل: سمعته يقول مولدي سنة إحدى عشرة واربعمائة، ثم سمعته مرة أخرى يقول مولدي سنة خمس عشر وأربع مائة فقلت له في ذلك، فقال: أردت أن أدفع عنى العين لأجل علو السن، وإلا فمولدي سنة إحدى عشرة، فبلغ مائة سنة.
وقال جمال الدين القفطي: ولد في يوم الاثنين الثامن عشر من شهر رمضان سنة خمس عشرة وأربعمئة، وقيل ولد في سنة إحدى عشرة وبلغ مائة سنة، فإنه مات سنة إحدى عشرة وخمسمئة.
قال الذهبي في العبر: بقي قبل موته سنةً ملقىً على ظهره لا يعقل ولا يفهم، وذلك من أوّل سنة إحدى عشرة. ثم قال: قلت: توفي بعد ذلك بسبعة أشهر.
قال الذهبي في العبر: بقي قبل موته سنة، وبقي على ظهره لا يعقل ولا يفهم وذلك من أول سنة 11 ثم قال: قلت: توفى بعد ذلك بسبعة أشهر. اهـ.
سمع في سنة ثلاث وعشرين وأربع مائة أبا علي، شاذان، بشر العائذي، الحسين بن دوما، أبا الحسين ابن الصابوني وهو جد لآمه وغيرهم.

## من روى عنه
روى عنه حفيده محمد بن أحمد، محمد بن جعفر بن عقيل، السلفي، عيسى بن محمد الكلوذاني، عبد المنعم بن كليب وهو آخر من حدّث عنه في الدنيا.
ذكره ابن السمعاني فقال: شيخ عالم فاضل من ذوي الهيئات، وهو آخر من حدّث عن ابن شاذان، ولي منه إجازة، وقد ضعّفه ابن ناصر لمكان التشيّع، وقال: كان سماعه صحيحاً، وقال: إنه روى سماعاته بخط الخطيب، وبقي قبل موته سنة ملقى على ظهره لا يعقل، فمن قرأ عليه في تلك الحال فقد أخطأ وكذب عليه فإنه لم يكن يفهم ولا يعقل ما يقرأ عليه في سنة إحدى عشرة وخمس مائة.
قال الحافظ في اللسان: قلت: تاريخ سماع ابن كليب منه في سنة تسع وخمس مائة فهو قبل تغيره.
قال ابن ناصر أيضاً: لم يكن من أهل الحديث، وكان في أول أمره على معاملة الظلمة.
مات ابن نبهان سنة إحدى عشرة وخمس مائة في سابع عشر من شوال وكان يقول مولدي سنة إحدى عشرة وأربع مائة.
وقال جمال الدين القفطي: توفي الرئيس أبو علي محمد بن سعيد بن إبراهيم بن نبهان رحمه الله ليلة الأحد، ودفن يوم الأحد السابع عشر من شوال سنة إحدى عشرة وخمسمئة.
المصدر: نهاية الاغتباط بمن رمي من الرواة بالاختلاط